# 菊池英博 (声優)
菊池 英博（きくち ひでひろ、1971年5月11日 - ）は、日本の男性声優。東京都出身。

## 略歴
以前はグループこまどり、プロダクション東京ドラマハウスに所属していた。
子役として幼少のころから活動している。小学3年生の頃、親類のおばに勧められて、グループこまどりの稽古場を見学に行っていた。その頃から、人前に出ることが好きだったことから、稽古を見ていくうちに「面白そうだな」と思い、正式に所属したという。初レギュラーである『銀河漂流バイファム』にフレッド・シャッフル役で出演していた際は小学生で、収録期間中に変声期を迎え、前半と後半とでは声が違っている。さらに後に放送された『銀河漂流バイファム13』においても同じ役で出演しているが、この時は変声期も終わり大人の声になっている。
現在は活動を休止しており、途中降板した近藤孝行の後任で本田ヒロト役を担当していた『遊☆戯☆王 THE DARK SIDE OF DIMENSIONS』でも当初は出演キャストに名を連ねていたものの急遽降板し、初代声優の近藤がシリーズ復帰を果たして引き継いだ。

## 人物
趣味・特技は音楽鑑賞、アクアリウム。
資格は普通自動車一種免許。

## 出演
太字はメインキャラクター。

### テレビアニメ
1983年
- 銀河漂流バイファム（1983年 - 1984年、フレッド・シャッフル[7]）

1984年
- 機甲界ガリアン（1984年 - 1985年、ジョジョ〈ジョルディ・ボーダー〉[8]）

1986年
- 青春アニメ全集
  - 「あすなろ物語」（鮎太）
  - 「人生劇場」（瓢吉〈少年時代〉）

1987年
- レディレディ!!（エドワード・ブライトン[9]）
- がんばれ!キッカーズ（兵藤俊）

1988年
- シティーハンター2（手塚篤）
- 名門!第三野球部（檜あすなろ）

1990年
- 私のあしながおじさん（トミー）
- 笑ゥせぇるすまん（勝田類）

1992年
- クッキングパパ（田中二郎）
- コボちゃん（末男）
- それいけ!アンパンマン（Tシャツくん）
- 炎の闘球児 ドッジ弾平（連城祐介）

1994年
- D・N・A² 〜何処かで失くしたあいつのアイツ〜（市川一期）

1995年
- ナースエンジェルりりかSOS（加納望 / カノン、グレート山崎）
- 爆れつハンター（ダニエル）

1996年
- 爆走兄弟レッツ&ゴー!!（シロント王子）
- るろうに剣心 -明治剣客浪漫譚-（相楽総三）

1997年
- 爆走兄弟レッツ&ゴー!!WGP（ミラー）

1998年
- 銀河漂流バイファム13（フレッド・シャッフル）

2002年
- 遊☆戯☆王デュエルモンスターズ（本田ヒロト〈2代目〉[10]、デュエリストの友人）

### OVA
1984年
- 銀河漂流バイファム 集まった13人（フレッド・シャッフル[11]）
- 銀河漂流バイファム カチュアからの便り（フレッド・シャッフル[11]）

1985年
- 銀河漂流バイファム 消えた12人（フレッド・シャッフル[11]）
- 銀河漂流バイファム ケイトの記憶 涙の奪回作戦!（フレッド・シャッフル[11]）

1986年
- ガルフォース ETERNAL STORY（少年）
- 機甲界ガリアン 大地の章（ジョジョ）
- 機甲界ガリアン 天空の章（ジョジョ）

1987年
- ドリームハンター麗夢III 夢隠 首なし武者伝説（美衆恭章）
- ロボットカーニバル「プレゼンス」（子供A、子供D）

1991年
- グリーンレジェンド乱（乱）

1995年
- D・N・A² 〜何処かで失くしたあいつのアイツ〜（市川一期）

### 劇場アニメ
1985年
- カムイの剣[12]
- 銀河鉄道の夜（青年）

2004年
- 遊☆戯☆王デュエルモンスターズ 光のピラミッド（本田ヒロト）

### ゲーム
1998年
- 新世代ロボット戦記ブレイブサーガ（ジョルディ・ボーダー）

2000年
- サンライズ英雄譚R（ジョルディ・ボーダー、第4話予告ナレーション）

2003年
- SUNRISE WORLD WAR Fromサンライズ英雄譚（ジョルディ、フレッド）

2008年
- マナケミア2 〜おちた学園と錬金術士たち〜（光のマナ）

2010年
- トトリのアトリエ 〜アーランドの錬金術士2〜（ペーター・リーツ）

2011年
- メルルのアトリエ 〜アーランドの錬金術士3〜（ペーター・リーツ）

2012年
- るろうに剣心 -明治剣客浪漫譚- 完醒（相楽総三[13]）

2015年
- スーパーロボット大戦BX（ジョルディ・ボーダー）

### CDドラマ
- 銀河漂流バイファム 「金曜劇場」 ジェイナス愛の航海日誌…気分はもう主役（フレッド・シャッフル）
- 魔性の子（1997年、築城）

### 吹き替え

#### 映画
- 愛と青春の旅だち ※フジテレビ版
- アニー（少年）
- アンクル・トム（ジョージ）
- イウォーク・アドベンチャー（メイス〈エリック・ウォーカー〉）※VHS版
- エンドア/魔空の妖精（メイス〈エリック・ウォーカー〉）※劇場公開版
- オーバー・ザ・トップ（リッチー）※TBS版
- 喝采の陰で（イーゴル）
- 兜 KABUTO（スミティ〈ディラン・カスマン〉）
- がんばれ!ルーキー（ジョージ）
- キャンドルシュー/セント・エドモンドの秘宝（ピーター）
- グーニーズ（ブランドン“ブランド”ウォルシュ〈ジョシュ・ブローリン〉[14]）※ソフト版
- グロリア（フィル）
- 検事Mr.ハー/俺が法律だ（ウェン〈ルイス・ファン〉）
- 殺人魚フライングキラー（クリス・キンブロー）※テレビ朝日版
- ザ・デイ・アフター
- さよなら魔法使い（ジミー）
- さらば、わが愛/覇王別姫（シャオ・ライツー）
- サンタクロース（ジョー） ※劇場公開版
- ジョーズ ※日本テレビ版
- 少林寺への道（子供時代のティエチン）
- シルバー・サドル 新・復讐の用心棒（トーマス・バレット・ジュニア）
- シルバー・ブリット/死霊の牙（ブレディ〈ジョー・ライト〉）
- センチメンタル・アドベンチャー（ホイット〈カイル・イーストウッド〉）
- 小さな恋のメロディ（ダニエル・ラティマー〈マーク・レスター〉）※LD版
- テン（ジョシュ・テイラー）
- トイ・ソルジャー（リカルド・モントーヤ）※フジテレビ版
- ドリトル先生不思議な旅（トミー・スタビンス）※ソフト版
- ヌーキー（ヌーキー）
- ネバーエンディング・ストーリー ※テレビ朝日版
- パーフェクト・ウェポン（ジミー・ホー〈ダンテ・バスコ〉）
- パノラマン/時空少年旅行（アンディ・コルビー）
- フック（ルフィオ〈ダンテ・バスコ〉）
- ボクはむく犬（ウィルビー・ダニエルズ）
- マック（マイケル）
- ミオとミラミス 勇者の剣（ユムユム / ベンカ〈クリスチャン・ベール〉）
- 雪のビッグ・ウェーブ（ブレット）

#### ドラマ
- ER緊急救命室
  - シーズン3 #20（カール〈ガブリエル・マン〉）
  - シーズン5（アントワン・ベル〈コリー・パーカー・ロビンソン〉）
- IT ※NHK-BS2版
- V2/ビジターの逆襲（ショーン・ドノヴァン）※VHS版
- 警察署長（ジョシュア・コール）
- シャーロック・ホームズの冒険 四人の署名（ウィギンズ）
- 素晴らしき日々（チャック・コールマン〈アンディ・バーマン〉）
- 第一容疑者3 朽ちた野望（コニー・ジェンキンス）
- 第一容疑者7 裁かれるべき者（マイケル・ジョーンズ）
- 大草原の小さな家（ジェイムス・クーパー・インガルス〈ジェイソン・ベイトマン〉）
- 天才少年ドギー・ハウザー（ビニー・デルピーノ〈マックス・カセラ〉）
- ナイトライダー シーズン3# 9（ダグ・ウェインライト〈ジェイソン・ベイトマン〉）
- わんぱくフリッパー（サンディ・リックス）※VHS版

#### アニメ
- コルドロン（ターラン）
- ダイナソー・アイランド 恐竜たちの大地（リオ）

### その他
- うすい百貨店CM
- 東京ディズニーランド ミクロアドベンチャー!（ニック）